# Adelmo Damerini
Adelmo Damerini (Carmignano, 11 dicembre 1880 – Firenze, 11 ottobre 1976) è stato un musicologo e compositore italiano.

## Biografia
Nacque da Guido e da Clotilde Mugnai.
Laureatosi in Lettere e filosofia nel 1917, si trasferì quindi a Bologna per specializzarsi nello stesso anno in composizione presso il Liceo musicale. Contemporaneamente collabora come musicologo con riviste culturali come La Tempra e l'Amico dei musicisti di Perugia.
È stato insegnante all'Accademia Nazionale di Santa Cecilia a Roma, professore di letteratura poetica e drammatica a Palermo, docente di storia della musica a Parma, dove, ottenne l'incarico di direttore del Dipartimento Musicale della Biblioteca Palatina; infine dal 1932 al 1962 insegnò storia della musica al conservatorio Luigi Cherubini di Firenze, di cui diresse anche la biblioteca.
Fece parte del gruppo rinnovatore che negli anni venti fu guidato da Casella e Malipiero.
Membro dell'Associazione internazionale delle biblioteche musicali, ne assunse la direzione della sezione italiana dal 1960.
Tra le sue composizioni principali vanno annoverate una Messa a due voci con accompagnamento di archi e organo (1909), una Humoresque per orchestra (1912) e varia musica sacra e da camera, liriche per canto e pianoforte, tra cui spicca Tanka (pubblicata da Casa Ricordi), sugli antichi, omonimi componimenti poetici giapponesi.
Ha collaborato con varie riviste musicologiche, tra cui La Nuova Musica di Firenze e La Prora,  ed è stato critico musicale del periodico La Tempra, dei quotidiani Il Tempo di Roma, L'Ora di Palermo (1923-26), il Corriere emiliano di Parma (1926-31), Il Telegrafo di Livorno (1933-37), Avanti! di Firenze (1947-52), La Nazione di Firenze (1956-64).

## Lavori musicologici

### Monografie
- Origine e svolgimento della sinfonia, Padova 1919
- Introduzione al perfetto ascoltatore di musica, Perugia, 1927
- Il Regio Conservatorio di musica Luigi Cherubini di Firenze, Le Monnier, Firenze, 1941
- Classicismo e romanticismo nella musica, Monsalvato, Firenze, 1942

### Saggistica
- L'emozione musicale (preliminari al saper sentire), in «La rassegna musicale», XXIII, 1953, pp. 225–234
- Lorenzo Perosi, Bietti, 1953
- L'oratorio musicale nel seicento dopo Carissimi, «Rivista musicale italiana», LV, 1953, pp. 149–163
- La partitura dell'"Ercole in Tebe" di Jacopo Melani (1623-1676), in «Bollettino storico pistoiese», XIX, 1917, p. 45